# Jamides jobiensis
Jamides jobiensis är en fjärilsart som beskrevs av Tite 1960. Jamides jobiensis ingår i släktet Jamides och familjen juvelvingar. Inga underarter finns listade i Catalogue of Life.